# Panicum afzelii
Panicum afzelii är en gräsart som beskrevs av Olof Swartz. Panicum afzelii ingår i släktet vipphirser, och familjen gräs. Inga underarter finns listade i Catalogue of Life.